# Кириаку, Хараламбос (футболист, 1989)
Хараламбос (Харис) Кириаку (греч. Χαράλαμπος Κυριάκου; 15 октября 1989, Никосия, Кипр) — кипрский футболист, защитник клуба АЕЛ (Лимасол). Выступал за сборную Кипра.

## Биография

### Клубная карьера
Воспитанник клуба «Омония» (Никосия), в котором и начал профессиональную карьеру. Зимой 2011 года был отдан в аренду на полгода в клуб «Докса» (Катокопиас). В составе «Омонии» Кириаку выступал до 2015 года. После ухода из клуба он отыграл один сезон за «Этникос» (Ахна), а в 2016 году подписал контракт с АЕЛ (Лимасол). В сезоне 2018/19 выиграл с командой Кубок Кипра.

### Карьера в сборной
Дебютировал за сборную Кипра 8 июня 2013 года в матче отборочного турнира чемпионата мира 2014 против сборной Швейцарии, в котором вышел на замену на 61-й минуте вместо Эфстатиоса Алонефтиса. Продолжал вызываться в сборную вплоть до 2015 года и сыграл за неё 8 матчей.